# دیوید مروین بلو
دیوید مروین بلو (به انگلیسی: David Mervyn Blow) (۲۷ ژوئن ۱۹۳۱- ۸ ژوئن ۲۰۰۴) یک زیست‌فیزیکدان اهل بریتانیا بود. او بیشتر برای فعالیت در زمینه توسعه بلورشناسی پرتو ایکس شناخته شده‌است. بلورشناسی پرتو ایکس، روشی است که برای تعیین ساختار ده‌ها هزار مولکول زیستی استفاده شده‌است. 